# Tartrazin
Tartrazin ist ein farbechter Azofarbstoff, der unter der Bezeichnung E 102 als zitronengelber bis orangefarbener Lebensmittelfarbstoff eingesetzt wird.

## Geschichte
Tartrazin wurde 1884 vom Schweizer Chemiker Johann Heinrich Ziegler (1857–1936) in den Laboratorien der Bindschedler'schen Fabrik für chemische Industrie in Basel (CIBA) entwickelt und in Deutschland 1885 von der BASF patentiert (D.R.P 34294). 1887 erfolgte die Veröffentlichung in den Berichten der Deutschen Chemischen Gesellschaft. Die ursprüngliche Synthese erfolgte durch Umsetzung von Tetrahydroxybernsteinsäure mit Phenylhydrazin-4-sulfonsäure. Für die Verbindung formulierte Ziegler das Dinatriumsalz eines Osazons:
1893 wurde durch Ziegler ein alternatives Herstellverfahren patentiert (Britisches Patent 5693). Ausgehend von der Überlegung, dass ein Hydrazon eine tautomere Form einer Azoverbindung darstellt (Azo-Hydrazo-Tautomerie), gelang ihm die Synthese von Tartrazin durch Azokupplung von diazotierter Sulfanilsäure mit dem Umsetzungsprodukt von Oxalessigsäurediethylester mit Phenylhydrazin-4-sulfonsäure und anschließender alkalischer Verseifung.
1897 konnte Richard Anschütz zeigen, dass die von Ziegler veröffentlichte Struktur nicht zutreffend ist, sondern dass es sich bei der Verbindung um ein Pyrazolonderivat handelt.
Anfangs wurde Tartrazin als lichtechter Farbstoff für Wolle eingesetzt.

## Herstellung
Bei der ersten Synthese von Tartrazin 3 wurde Phenylhydrazin-4-sulfonsäure 1 unter alkalischen Bedingungen mit der Tetrahydroxybernsteinsäure 2 umgesetzt:
Bei der heute noch gängigen Alternativsynthese wird Sulfanilsäure 1 diazotiert und das Diazoniumsalz 2 auf die Pyrazolonverbindung 5 gekuppelt. Diese erhält man durch Kondensation von Phenylhydrazin-4-sulfonsäure mit Oxalessigsäureethylester in Gegenwart von Natriumacetat. Anschließend wird der Ester 6 mit Natronlauge zum Tartrazin 7 verseift.

## Verwendung

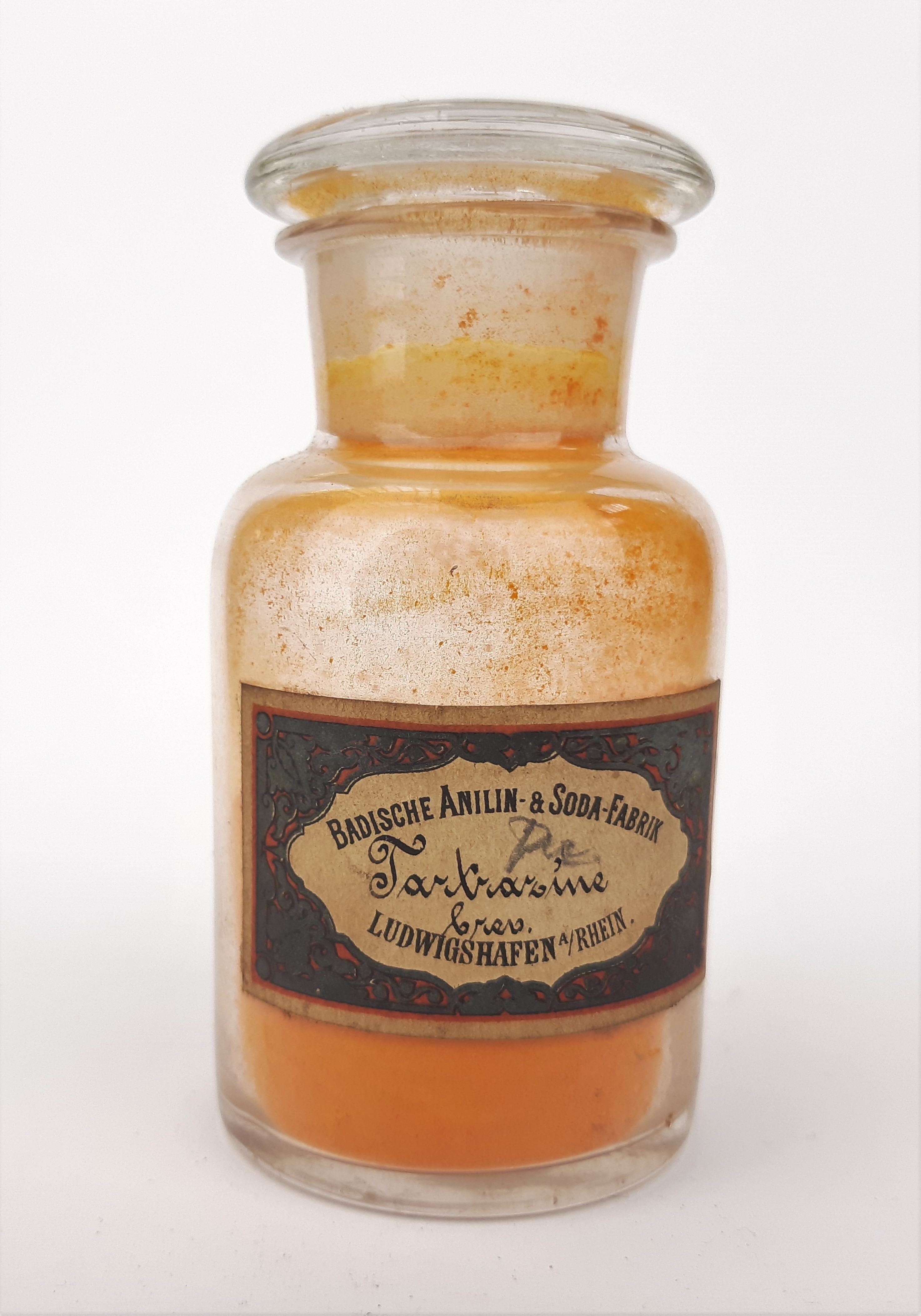
Historische Glasflasche mit Tartrazin

Tartrazin wird für Liköre, Spirituosen, Weine, nicht-alkoholische Getränke, Brausen und Brausepulver, Bubble Teas, Backwaren, Süßwaren, Knabberartikel, Puddingpulver, Dessertspeisen, Senf, Schmelzkäse, Fisch- und Krebspasten, in Wasabi-Imitat, als Farblack für Dragees und zum Färben von Käserinden und Kunstdärmen verwendet. Außerdem kann Tartrazin in Reinigungsmitteln, Textilien, Kosmetika und Arzneimitteln ohne gesetzlich geregelten Grenzwert verwendet werden. Tartrazin kann durch eine Mischung von Chinolingelb (E 104) und Gelborange S (E 110) ersetzt werden.
Forschung
Experimentell wurde Tartrazin dazu verwendet, um Gewebeschichten von Tieren für sichtbares Licht durchsichtig zu machen. Normales Gewebe ist undurchsichtig, da Bereiche mit unterschiedlichen Brechungsindices (Lymph-Flüssigkeit und Zytosol sind wässrige Phasen, während Biomembrane Lipidphasen sind) sich abwechselt; das Licht wird an diesen Grenzbereichen gebrochen und in Wellenlängen transformiert, welches vom umliegenden Gewebe absorbiert wird. Der Lebensmittelfarbstoff Tartrazin kann die Brechungsindices angleichen, wodurch tierische Gewebe durchsichtig werden.

## Rechtliche Situation
In Deutschland wurde durch die Farbstoff-Verordnung ab 1959 die Verwendung von Tartrazin in Lebensmitteln zugelassen. Zur Übernahme der Richtlinie des Rats zur Angleichung der Rechtsvorschriften der Mitgliedstaaten für färbende Stoffe, die in Lebensmitteln verwendet werden dürfen in nationales Recht wurde die Farbstoff-Verordnung 1966 angepasst und für Tartrazin die E-Nummer E 102 aufgenommen. Ab 1978 wurde die Verwendung durch die Zusatzstoff-Zulassungsverordnung geregelt. In dieser wurde 1990 die Verwendung von Tartrazin in Lebensmitteln stark eingeschränkt und es war nur noch für Frucht-, Kräuter- und Gewürzliköre und Gewürzbranntweine zugelassen. Zur Umsetzung der Richtlinie 94/34/EG in nationales Recht wurde die Zusatzstoff-Zulassungsverordnung 1998 erneut geändert und die Verwendung von Tartrazin in Lebensmitteln war wieder im weiten Bereich zugelassen.
In Österreich und der Schweiz war Tartrazin ab 1989 zum Schutz von Allergikern weitestgehend verboten, wobei in Österreich das Verbot sogar für Gebrauchsgegenstände galt. Mit der Einführung einer einheitlichen Regelung in der Europäischen Union wurde Tartrazin für bestimmte Lebensmittel unter Bedingungen ab 1993 wieder zugelassen.
Tartrazin ist aktuell in der gesamten EU durch die Verordnung (EG) Nr. 1333/2008 als Lebensmittelfarbstoff zugelassen. In dieser Verordnung wird auch geregelt, dass eine Verwendung nur in bestimmten Lebensmitteln und nur mit einer maximalen Dosiermenge zulässig ist. So sind z. B. in Schmelzkäse und weinhaltigen Getränken max. 100, in verschiedenen Milchprodukten wie Sahne oder Speiseeis max. 150, in Süßwaren max. 200, in Senf max. 300 und in Rührteigen bis zu 500 mg/kg erlaubt. Dabei wird die maximale Dosiermenge oft für die Summe eine Gruppe von Farbstoffen (E 100, E 102, E 120, E 122, E 160e und E 161b) festgelegt. Für Käserinde gibt es keine Mengenbeschränkung (quantum satis). Der Einsatz in festen und flüssigen Nahrungsergänzungsmitteln mit maximalen Mengen von 300, bzw. 100 mg/kg ist ebenfalls erlaubt. Unter Ausnahme von Getränken mit mehr als 1,2 % Alkohol müssen Lebensmittel, denen E 102 zugesetzt ist, zusätzlich mit der Angabe „Kann Aktivität und Aufmerksamkeit bei Kindern beeinträchtigen“ gekennzeichnet sein. In der Schweiz ist die Verwendung von Tartrazin analog durch die Zusatzstoffverordnung (ZuV) (Stand: Juli 2020) geregelt.
In Norwegen ist Tartrazin verboten. In der USA ist Tartrazin als FD&C Yellow No. 5 zugelassen, aber das Vorhandensein von Tartrazin in Lebensmitteln oder Arzneimitteln muss deklariert werden. Auf verschreibungspflichtigen Arzneimitteln muss es eine Aufschrift geben, dass Tartrazin im Produkt enthalten ist. In Kanada ist Tartrazin ebenfalls zugelassen und muss auch gekennzeichnet werden.

## Gesundheit
Der biologische Wirkungsmechanismus von Tartrazin auf Lebewesen ist noch nicht genau bekannt. Es gibt verschiedene Studien über die Toxizität von Tartrazin, die jedoch auf unterschiedliche Ergebnisse kommen und teilweise umstritten sind. Tartrazin wird nur bis zu 2 % im Körper absorbiert. Dazu wird die Verbindung in der anaeroben Darmflora metabolisiert. Die Metabolite sind Sulfanilsäure und Aminopyrazole, welche aber auch stärker vom Körper aufgenommen werden können. Versuche mit Ratten zeigen, dass Sulfanilsäure die Blut-Hirn-Schranke überwinden kann.
Die zulässige erlaubte Tagesdosis (englisch: acceptable daily intake (ADI)) beschreibt die Menge eines Stoffes, welche ein Leben lang täglich konsumiert werden kann, ohne die Gesundheit des Konsumenten zu gefährden. Dieser Wert wurde von dem Sachverständigenausschuss für Lebensmittelzusatzstoffe der Welternährungsorganisation (FOA) und der Weltgesundheitsorganisation (WHO) erstmals 1964 auf 7,5 mg pro Kilogramm Körpergewicht pro Tag beschränkt und 2016 auf 10 mg pro Kilogramm Körpergewicht pro Tag erhöht. Die geschätzte Exposition von Tartrazin bei Kindern zwischen ein und zehn Jahren lag unter der zuvor geltenden Obergrenze. Die Einnahme von 10 mg pro Kilogramm Körpergewicht und Tag ruft nach Aussage des Ausschusses kein gesundheitliches Risiko hervor. Dieser bezieht sich auf einen NOAEL (no observed adverse effect level) von 984 mg pro Kilogramm Körpergewicht pro Tag, also die höchste Dosis, bei der keine nachweisbare nachteilige Wirkung zu beobachten ist.
Tartrazin ist allergieauslösend und damit für Allergiker problematisch. Er kann zu Atemschwierigkeiten, Hautausschlägen, Heuschnupfen, verschwommenem Sehen und Hautflecken führen. Da keine Antikörper festgestellt werden können, spricht man von einer Pseudoallergie.
Tartrazin wird als Auslöser von Hyperaktivität diskutiert. Dieser Verdacht hat sich 2008 durch Studien erhärtet. Die Auslösung von Reizbarkeit, Unruhe und Schlafstörungen bei Kindern durch Tartrazin wurden ab 10 mg/kg Körpergewicht beobachtet und waren dosisabhängig. Eine Kreuzallergie gegen Benzoesäure oder Acetylsalicylsäure (Aspirin) ist bekannt.